# Spraggtjärnen (Norra Ny socken, Värmland, 670125-135110)
Spraggtjärnen är en sjö i Torsby kommun i Värmland och ingår i Göta älvs huvudavrinningsområde. Sjön är 14,2 meter djup, har en yta på 0,0201 kvadratkilometer och befinner sig 20,7 meter över havet.